# Юскаран
Юскара́н (исп. Yuscarán) — город в центральной части Гондураса, административный центр департамента Эль-Параисо.
Находится в 65 км от столицы Гондураса — Тегусигальпы. Этот странный городок был главным центром горной промышленности в XVIII—XIX веках, сначала для испанской короны, а после обретения независимости — для американских компаний горной промышленности.
В 1979 году гондурасским правительством город был объявлен национальным памятником. На сегодняшний день, сохранилось более 200 колониальных домов, отдавая дань историческому прошлому Юскарана.
В Юскаране из сахарной свеклы производят алкогольный напиток «кваро», известный как «горящая вода» («aguardiente», или просто «guaro»).

## История

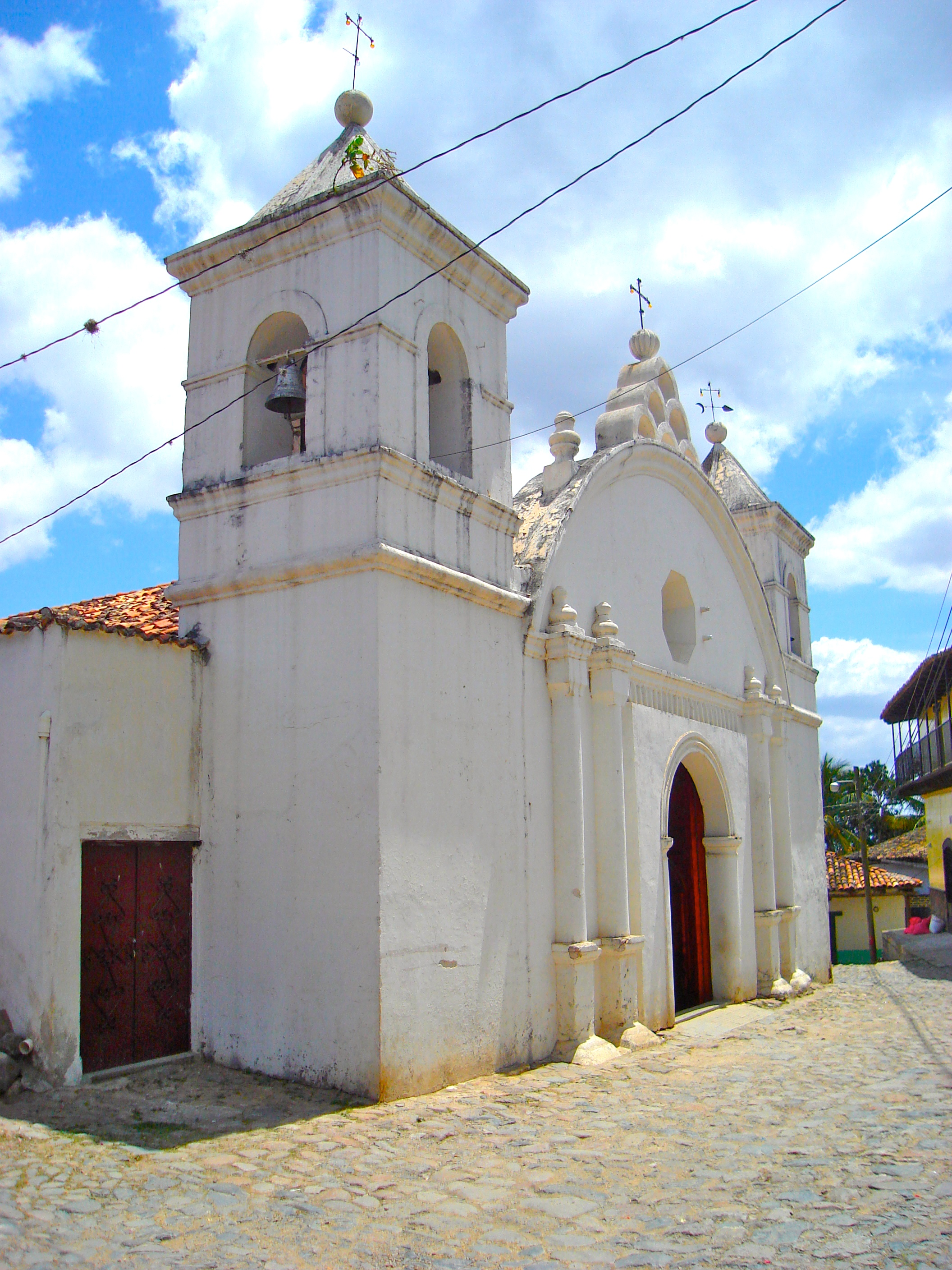
Церковь Сан-Хосе (1768 год)

Город был основан в 1730 году испанскими колонистами. После обнаружения в 1746 году в окрестностях залежей золота, серебра и других драгоценных металлов, город стал процветать. Этот период и определил архитектуру Юскарана, в традиционном, испанском, колониальном стиле XIX столетия.
Годы эксплуатации испанцами, а позже — североамериканскими компаниями горной промышленности приносили как преимущества, так и недостатки. Юскаран был богатым шахтерским городом и одним из самых влиятельных городов Гондураса. В Юскаране, в 1898 году, раньше чем в других городах Гондураса, включая столицу Тегусигальпу, было проведено электричество. Благодаря своей экономической важности, в 1869 году город стал административным центром департамента Эль-Параисо. Однако, после того, как горная промышленность остановилась, и большинство иностранцев покинуло город, Юскаран пришёл в упадок.
С упадком горнодобывающей промышленности, город вновь стал процветать благодаря производству алкогольного напитка «кваро» («gauro» или «aguardiente»). В 1939 году была основана фабрика, которая выпускает этот напиток по сей день, являясь главным работодателем для жителей города.
После присвоения в 1979 году городу статуса национального памятника, в городе начал развиваться туризм.
Город также знаменит тем, что именно в нём, прибыв из Европы, поселился Хуан Батиста Морасан — дед Франсиско Морасана, национального героя Гондураса и Центральной Америки.

## Галерея

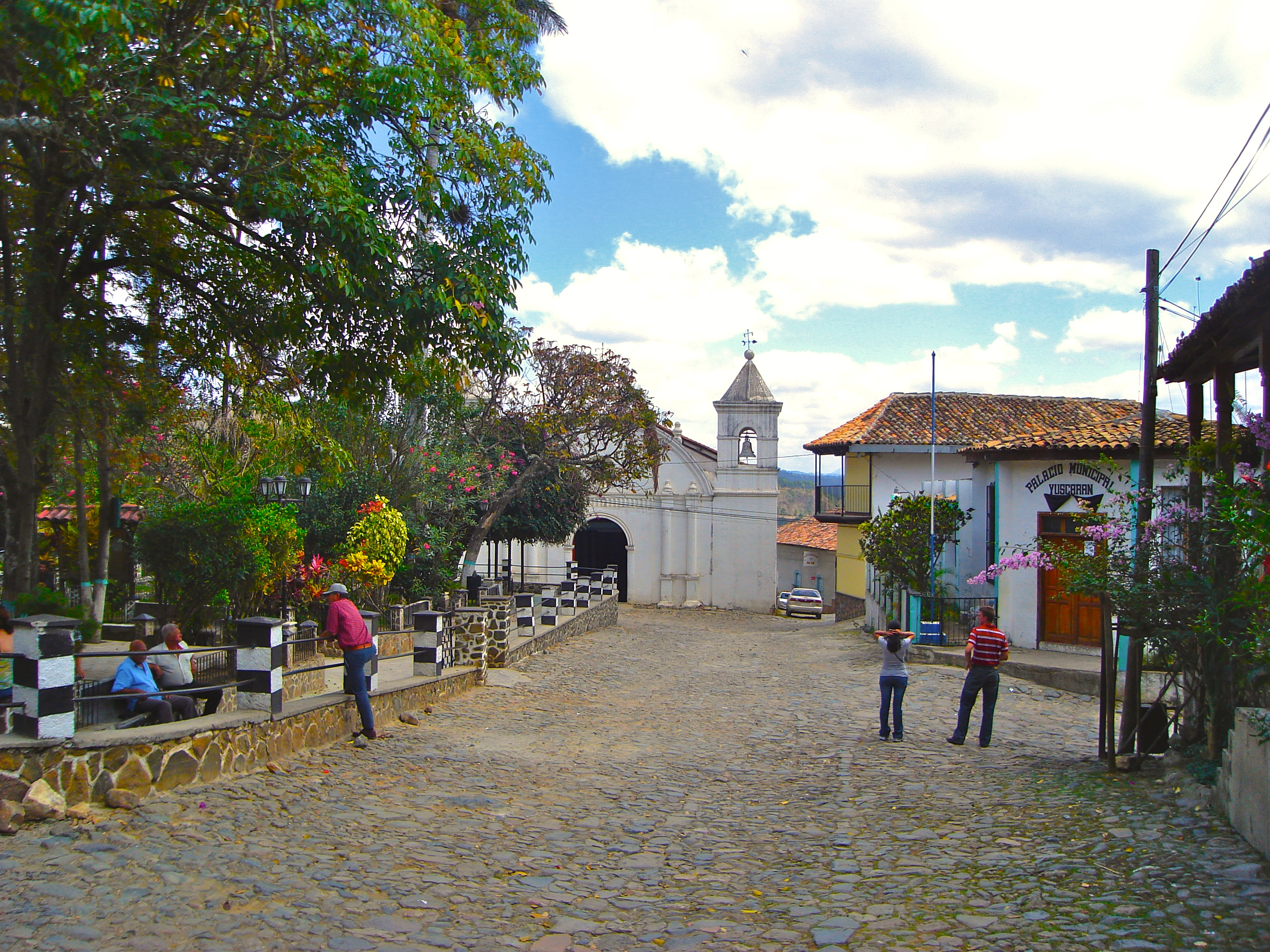
Центральная площадь
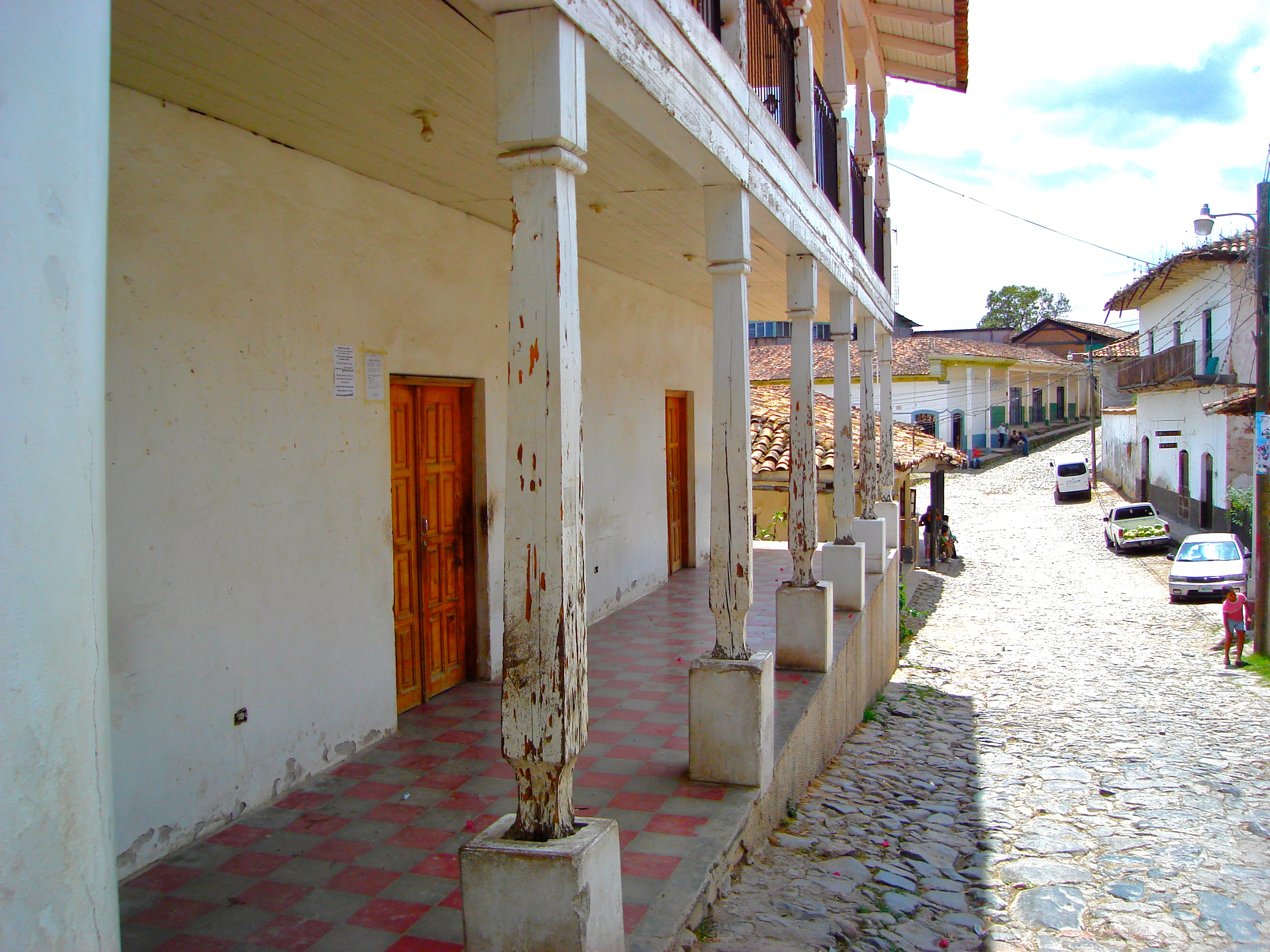
Одна из улиц
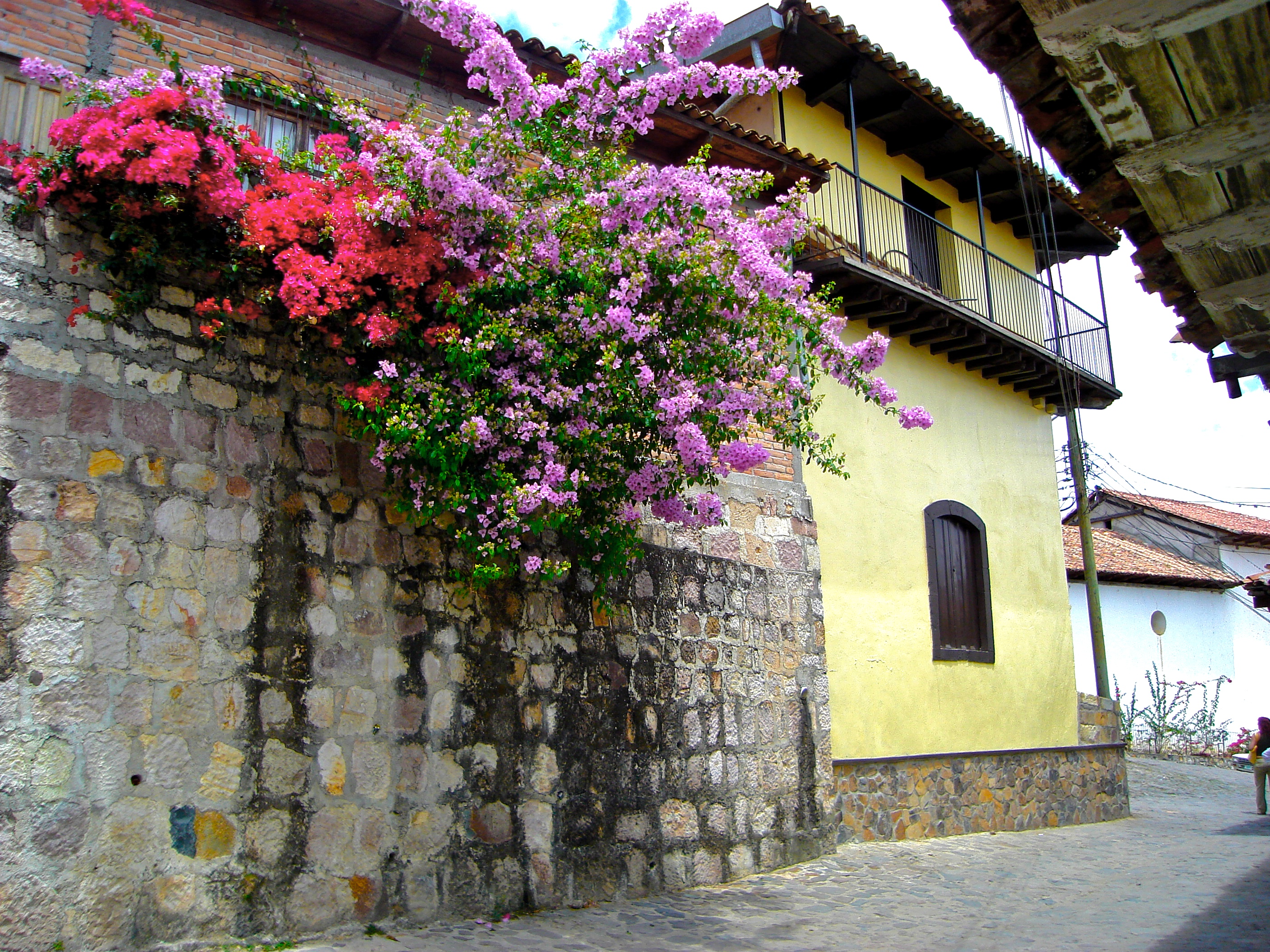
Образец колониальной архитектуры